# Gamla gatans karneval
Gamla gatans karneval är en svensk film från 1923 i regi av Bror Abelli.

## Om filmen
Filmen premiärvisades 2 april 1923 på biograf Odéon i Norrköping. Filmen spelades i Stockholm med exteriörer från Södermalm av Elner Åkesson. När filmen premiärvisats avsvor sig Abelli allt ansvar för filmens utformning och hävdade att den blivit totalt omgjord av andra sedan han själv lämnat den ifrån sig.

## Rollista
- Thor Modéen – Ville Bom, innehavare av ett dans- och boxningsinstitut
- Sven Quick – Kolingen
- Theodor Gjedsted – Dompan
- Amandus Bonnesen – Kalle Bakom
- Gucken Cederborg – Änkefru Andersson
- Ruth Weijden – Fru Jansson
- Tyra Leijman-Uppström – Fru Rosenblad
- Dagny Lind – Gullan Storm
- Valdemar Dalquist – Jazzbanditernas ledare
- Margareta Schönström – Gloria Svensson
- Harry Persson – Boxare
- Martin Tancred – Boxare
- Sven Ingels
- Irma Leoni
- Dessutom medverkade damer ur Oscarsteaterns balett.